# Dietrich Garstka
Dietrich Garstka, né en 1939 à Berlin et mort le 18 avril 2018, est un enseignant allemand. Il est l'auteur en 2006 du livre intitulé Das schweigende Klassenzimmer (La Classe silencieuse) dont l'histoire sert de base au film La Révolution silencieuse.

## Biographie
Garstka a fréquenté dans sa jeunesse le lycée de Storkow en République démocratique allemande, jusqu'à ce qu'il s'enfuie, avec plusieurs de ses camarades de classe, vers Berlin-Ouest. Après son baccalauréat, il étudie la germanistique, la  sociologie et  la géographie  à Cologne et  Bochum. Il est ensuite professeur de lycée à Essen et  Krefeld, et jusqu'à sa mort, le 18 avril 2018, il est chargé de cours (Dozent) en art et culture  à l'université populaire (Volkshochschule) d'Essen.
C'est en 2006 que Garstka publie son livre La Classe silencieuse à l'Ullstein-Verlag. Il y rapporte les événements dramatiques, au cours desquels, en 1956 et alors qu'il était lycéen en classe de terminale de préparation au baccalauréat (Abitur), sa classe décide d'un commun accord d'observer deux minutes de silence à l'occasion du soulèvement populaire hongrois de 1956. La classe entre de ce fait en conflit avec les plus hautes autorités de l'État est-allemand. Une grande partie d'entre ces lycéennes et lycéens, désormais interdits d'études en RDA, s'enfuiront à Berlin-Ouest, où ils finiront leurs études secondaires.

## Le film
Le film Das schweigende Klassenzimmer, réalisé en 2017 par Lars Kraume, est basé sur le livre de Dietrich Garstka. Il a eu sa première mondiale le 20 février 2018 à la Berlinale, dans la section Berlinale Special. Il est sorti en France le 2 mai 2018, sous le titre La Révolution silencieuse,.

## Œuvres
- (de) Das schweigende Klassenzimmer: eine wahre Geschichte über Mut, Zusammenhalt und den Kalten Krieg (« La classe silencieuse: une histoire vraie à propos du courage, de la solidarité et de la guerre froide »), Ullstein, Berlin, 2006,  (ISBN 978-3-550-07892-7); List-Taschenbuch der Ullsteinverlage, 1re édition : 2007, 6e édition : 2018  (ISBN 978-3-548-60769-6)
  - (nl) De zwijgende klas: Oost-Duitse scholieren trotseren de staat, Mets & Schilt, Amsterdam 2008  (ISBN 978-90-5330-582-9)